# Stanley Matthews
Sir Stanley Matthews, CBE (Stoke-on-Trent, 1 de fevereiro de 1915 — Newcastle-under-Lyme, 23 de fevereiro de 2000) foi um futebolista inglês. Era o mago do drible, herdou do pai a obsessão pela saúde perfeita. Foi o primeiro jogador de futebol profissional a ser nomeado Cavaleiro do Império Britânico.
Matthews é, até hoje, o único jogador com mais de 50 anos a jogar na primeira divisão da Inglaterra. Além disso, ele deteve durante 52 anos (1965-2017) o recorde de jogador mais velho a atuar profissionalmente em uma partida de futebol. Ele entrou pela última vez em campo com 50 anos e 5 dias. No dia 6 de março de 2017, seu recorde foi superado pelo japonês Kazuyoshi Miura.

## Carreira
Stanley nasceu na cidade de Hanley, no meio do triângulo industrial formado por Liverpool, Manchester e Birmingham, no dia 1 de fevereiro de 1915. Seu pai era boxeador e ensinou ao filho o sentido da disciplina e da saúde perfeita para um esportista.
Praticava exercícios de respiração frente a uma janela aberta, era vegetariano e corria 14 km de sua casa até ao campo de treinos do Stoke City.
Matthews jogava na ponta direita. A sua carreira começou no Stoke City, em 1932. Dois anos depois, já estreava na seleção ajudando a esmagar o Pais de Gales por 4-0. Em 1938 Stanley pediu para ser transferido do clube. A população de Stoke foi às ruas. Três mil fãs protestaram com cartazes: "Stan must stay!", gritava a multidão. Stan ficou.
No ano seguinte começou a Segunda Guerra Mundial. Stan foi para a base da Força Aérea em Blackpool. Treinou em vários clubes durante os anos de guerra. Em 1947, finalmente saiu do Stoke e foi transferido para o Blackpool por 11.500 libras esterlinas. Tinha 32 anos.

## Seleção
Pela seleção inglesa, Stan marcou 11 gols em 54 partidas oficiais. Nenhum outro jogador atuou mais tempo pela seleção - foram 23 anos entre 1934 e 1957. Durante esse período ficou afastado por dois anos (1946 e 1947). Chamado de volta, ajudou a ganhar da seleção de Portugal por 10 x 0.

## A Lenda, Stanley Matthews
A lenda que cercava Stanley Matthews atingia os pequenos detalhes de um jogo. Em 1948, a Inglaterra goleou a seleção da Itália por 4 x 0. Durante o jogo, Stan disparou num determinado momento em direção à linha de fundo adversária com tanta velocidade que seu marcador ficou bem para trás. O Inglês teve tempo para enxugar as mãos no calção e ainda arrumar o cabelo antes que o zagueiro italiano o alcançasse. Isso tudo é verdade. Mas circula até hoje a história de que Stan puxou um pente do calção e ajeitou o topete enquanto esperava o adversário.
Em 1956 a Inglaterra enfrentou pela primeira vez o Brasil em um amistoso disputado em Wembley. Ao observar aquele Senhor magrelo de 41 anos entrando no gramado, Nilton Santos não conteve o riso. Durante o jogo, Nilton Santos, 11 anos a menos, levou uma surra inesquecível do "velhote": 4x2.

## Prêmios
Em 1956 ganhou a primeira Bola de Ouro da revista France Football, Sendo eleito o Melhor jogador da Europa no ano. Em 1961 voltou ao Stoke City. Em 1962, o Stoke foi campeão da segunda divisão inglesa e Stan foi eleito futebolista do ano pela segunda vez. Stanley Matthews tornou-se o primeiro futebolista a virar cavaleiro do Império Britânico por serviços prestados ao esporte.

## Aposentadoria
No dia 6 de fevereiro de 1965, Stanley Matthews jogou sua última partida como profissional, depois de 701 jogos e 71 gols. Teve que ser convidado a se aposentar aos 50 anos, ele declarava para quem quisesse ouvir que achava a aposentadoria muito precoce.
Sempre preocupado com a forma física, participou de um jogo beneficente em Grangemouth, no ano de 1981. Tinha 66 anos. Em 23 de fevereiro de 2000, Stan morreu aos 85 anos de causas naturais. Assim descreveu seu enterro o jornal The Sentinel: "Mais de 100 000 pessoas se alinharam nas ruas de Stoke-on-Tent para prestar homenagem".
Existem duas estátuas dedicadas a Stanley Matthews. Em uma delas, localizada no centro de sua Hanley natal, foi gravada a seguinte placa comemorativa:
"Seu nome simboliza a beleza do jogo, sua fama é internacional e atemporal, seu espírito esportivo e modéstia universalmente aclamados. Um jogador mágico, do povo, para o povo".

## Títulos
Stoke City
- Campeonato Inglês - Segunda Divisão: 1932-33, 1962-63
- Staffordshire Senior Cup: 1933-34, 1938-39, 1947-48, 1964-65

Blackpool
- Copa da Inglaterra: 1952-53

Seleção Inglesa
- British Home Championship: 1934-35, 1937-38, 1938-39, 1946-47, 1947-48, 1949-50, 1951-52, 1952-53, 1953-54, 1954-55, 1955-56, 1956-57, 1957-58

### Prêmios individuais
- Futebolista Inglês do Ano pela FWA: 1947–48, 1962–63
- Ballon d'Or: 1956
- Prêmio de Mérito da PFA: 1987
- Prêmio Tributo FWA: 1995
- Football League 100 Legends: 1998
- Hall da Fama do Futebol Inglês: 2002
- Equipe do Século PFA (1907–1976): 2007
- 11.º melhor jogador de futebol do século XX da IFFHS